# 爱世代
《爱世代》（英語：Generation Love）是美国乡村音乐女歌手詹妮特·麦柯迪的一支单曲。单曲于2011年4月25日于乡村音乐电台发行。詹妮特在自己为圣犹大儿童医院筹款的全国购物中心巡回演唱会中包括了这首歌曲。

## 歌曲
爱世代是一首现代乡村歌曲。歌曲的女性讲述人讲述了对被视为自私及陷于技术世界之中的现代世代的哀叹，并将现代世代与大萧条、退伍军人和第二次世界大战后完成了着陆于月球等壮举的世代进行了对比。歌曲的主要信息是说服人们现在的世代具有爱心，是“爱世代”。

## 音乐视频
爱世代的音乐视频由罗曼·怀特导演，并于2011年4月29日前后在乡村音乐电视台上首播。在音乐视频中，詹妮特站在地面缀满红色心形的楼顶上演唱。年青人在音乐视频中举着包含心形的海报或气球，并帮助老年人。

## 排行榜表现
爱世代在美国公告牌乡村歌曲排行榜于2011年5月14日开始的一周首周排名第57。
| 排行榜（2011）     | 最高 排名 |
| ------------------ | --------- |
| 美国乡村（公告牌） | 44        |

## 发行历史
| 地区 | 日期          | 格式     | 唱片厂商                  |
| ---- | ------------- | -------- | ------------------------- |
| 美国 | 2011年3月11日 | 数字下载 | Capitol Records Nashville |
| 美国 | 2011年4月25日 | 电台播放 | Capitol Records Nashville |